# Спасская башня (Тальцы)
Спасская башня — проезжая, сторожевая башня Илимского острога, памятник архитектуры деревянного зодчества, находится под государственной охраной в архитектурно-этнографическом музее под открытом небом «Тальцы».
Из построенного после пожара (1666) воеводой (1666—1676) Силой Осиповичем Аничковым Илимского острога, сейчас сохранилась одна Спасская башня. Её заложили 21 июля 1667 года. Это была первая постройка нового Илимского острога и представляла собой квадратный сруб из 30 венцов сосновых брёвен диаметром 20-25 см. По периметру башни, на выпусках двух верхних венцов основного сруба, устроен аблам из 8 венцов. Четырёхскатную кровля сруба завершает смотровая вышка под колпаком. С западной стороны — навесная часовня, на помочах, выпущенных из перекрытия. Часовня завершается бочкой, покрытой лемехом с тесовыми полицами. Над бочкой луковичная главка на тонкой шейке, главка и шейка покрыты лемехом. С восточной стороны башни устроено новое навесное крыльцо. Внутри башня разделяется на три яруса сплошными бревенчатыми накатами, каждый на трёх матицах. Между ярусами крутые внутренние лестницы. Второй этаж освещается двумя небольшими косящатыми окнами. В стенах, рубленных в лапу, сделаны бойницы. Конструктивная основа шатра — бревенчатый сруб «костром». Общие размеры постройки в плане 7,8х7,2 метра. Более 300 лет она простояла на своём месте и практически не ремонтировалась. К началу XX века стены её были ещё очень прочны, но крыши и навесные часовни обветшали.
Иркутский губернский исполком объявил (1925) остатки Илимского острога памятником старины и передал их в ведение Иркутского государственного областного научного музея. Согласно постановлению Совета министров РСФСР (1948) Спасская башня охраняется государством, как памятник архитектуры. Башня была перенесена (1970) в музей под открытом небом «Тальцы» и восстановлена.